# 阿部サダヲ
阿部 サダヲ（あべ サダヲ、本名：阿部 隆史（あべ たかし）、1970年〈昭和45年〉4月23日 - ）は、日本の俳優、歌手。千葉県松戸市出身。大人計画所属。

## 来歴
数々の舞台作品での活躍で演技力への評価を高め、舞台を中心にテレビドラマ、映画と幅広く活躍している。
1992年、舞台『冬の皮』でデビュー。同年には病気で降板した温水洋一の代役として、入団から半年経たずして『演歌なアイツは夜ごと不条理な夢を見る』でドラマ及びテレビデビューを果たす。
1995年、同じ大人計画の俳優らとロックバンド・グループ魂を結成、ボーカルの「破壊」名義で活動。2005年には「君にジュースを買ってあげる♥」で『第56回NHK紅白歌合戦』にも出場した。
2000年、大人計画のメンバーである脚本家宮藤官九郎脚本のテレビドラマ『池袋ウエストゲートパーク』に出演。以降、宮藤作品の常連出演者となる。2007年、『舞妓Haaaan!!!』で映画初主演。2010年、NHKドラマ『離婚同居』で連続ドラマ初主演。その翌年となる2011年にフジテレビ系で放送された連続ドラマ『マルモのおきて』で主演。

## 人物
- 小学校低学年時代は、先生から授業などで指名されただけで泣いてしまうような子だった[12]
- 原辰徳に憧れて野球を始め、小中高と野球部で、ポジションは中学ではセカンド、高校ではサードだった。足が速く、盗塁が得意だった。野球部時代はそれまでとうってかわって「カッコマン」とあだ名されるほどの目立ちたがり屋になった。本気でプロ選手を目指していたが、同じ千葉県内の高校球児であり後にプロ野球選手となる石毛博史を見て、実力差を痛感し諦めた。後に石毛本人に会った時にサインを頼んだが、石毛が現役時代のどの球団在籍時のサインが欲しいか尋ねたところ、阿部は「市立銚子」の時のサインが欲しい」と答え、石毛はこの時、初めて高校名でサインを書いた[12]。
- 学生時代はバンドでドラムを叩いていた事がある[13]。
- グループ魂のメンバー、小園（小園竜一）とは高校時代の同級生[14]。
- 高校卒業後、地元のパチンコ店に就職しようと考えていたが担任教師に止められ、秋葉原のラオックスのファクシミリ売り場で働いていたが、仕事が嫌で仕方がなくなり、1年半で退職を促され去る。その後しばらくはトラック運転手など、幾つかの職を転々とした。
- 芸能界に入ったきっかけは、友人の勧めや小学校の同級生の母親に「30になったらいい役者になるよ」と言われた事などが蓄積され[15]、職を転々としていた時期に「一度やってみてもいいかな」と思い大人計画のオーディションを受けに行ったこと。芸能界に入ると姉に伝えた時は鉛筆削りを投げつけられたとトーク番組で語っている。
- 大人計画のオーディションを受けた際は、短髪を白髪に染め軍服を着用するという非常に奇抜ないでたちで、主宰の松尾スズキを仰天させた[16]。
- 入団当初舞台に遅刻し、松尾に怒りを買い、鉄拳制裁を受けたことがある[17]。
- 2013年9月25日、自身の主演した映画『謝罪の王様』の公開記念イベントで、観客と共に3つのギネス世界記録に挑戦。結果「最も長い人間タオルチェーン（1061人）」「ペアになって一斉にお辞儀をした最大数（1022人）」「紙製の王冠をかぶった最も多くの人数（1047人）」と、3つ全てでギネス世界記録に認定された[18][19]。
- 好きなプロ野球の球団は読売ジャイアンツである[20]。
- 好きな食べ物は、よだれ鶏、たぬきにぎり、アジフライ、せんじがら（せんじ肉）、広尾のカレー[21][22]。
- 既婚者であり、1男1女の父[23]。息子は2001年ごろに生まれたことを公表している。
- ニッポン放送のポッドキャスト『オールナイトニッポンPODCAST アンガールズのジャンピン』のリスナーであり、阿部の娘は採用経験がある[24]。
- アニメ『それいけ!アンパンマン』のキャラクターで、お気に入りに「ばいきんまんの乗り込むロボット（だだんだん）」を挙げている。（NHK あさイチ）

### 芸名の由来
本名が阿部なので阿部定事件から『阿部定を』が候補として挙がり、「定を」をカタカナにしてサダヲになった。初めはその顔色の悪さから、松尾スズキに「お前の名前、死体写真な」と言われた。2024年にTBSのテレビドラマ『不適切にもほどがある!』に主演して話題になった時、あるベテランテレビマンからこの芸名が「最も“不適切”」と言われたことがある。

## 受賞歴
- 2007年度 
  - 第45回ゴールデン・アロー賞 演劇賞
  - 第31回日本アカデミー賞 優秀主演男優賞（『舞妓Haaaan!!!』）[27]
- 2017年度 
  - 第60回ブルーリボン賞 主演男優賞（『彼女がその名を知らない鳥たち』）[28]
- 2021年度
  - 第29回読売演劇大賞 男優賞　( NODA・MAP番外公演「THE BEE」)[29]
- 2022年度
  - 第46回日本アカデミー賞 優秀主演男優賞（『死刑にいたる病』）[30]
- 2023年度 
  - 第47回日本アカデミー賞 優秀主演男優賞（『シャイロックの子供たち』）[31]
- 2024年度 
  - 第119回ザテレビジョンドラマアカデミー賞 主演男優賞（『不適切にもほどがある!』）[32]
  - 第50回放送文化基金賞 演技賞（『不適切にもほどがある!』）[33]
  - 第75回芸術選奨文部科学大臣賞（『不適切にもほどがある!』）[34]
  - 第33回橋田賞（『不適切にもほどがある!』『広重ぶるう』）[35]

## 出演

### テレビドラマ
- 演歌なアイツは夜ごと不条理な夢を見る（1992年6月25日 - 7月23日、日本テレビ） - 司 役
- 連続テレビ小説（NHK総合）
  - かりん（1993年） - 演劇部部長 役
  - こころ（2003年） - 中島銀 役
  - あんぱん（2025年） - 屋村草吉 役[36]
- JTドラマBOX 君に伝えたい 第5回『プロポーズ記念日』（1994年5月1日、毎日放送/TBS）
- ドラマ新銀河 ゆっくりおダイエット（1994年、NHK総合） - 神崎 役
- しんドラ 君を見つめて〜トゥルーロマンス（1995年5月30日 - 6月20日、日本テレビ）
- 人生は上々だ 第2話（1995年10月20日、TBS）
- キャンパスノート 第8話（1996年3月1日、TBS）
- 踊る大捜査線 第9話（1997年3月4日、フジテレビ） - 佐伯五郎 役
- D×D（1997年7月5日 - 9月20日、日本テレビ） - 畠山明 役
- サンタが殺しにやって来た2（1997年12月23日、関西テレビ/フジテレビ） - 浩二 役
- 立入禁止! STAFF ONLY 第16話『トラブルインダークネス』（1998年2月9日、フジテレビ）
- スウィートデビル 第1話・第9話（1998年7月13日・9月7日、テレビ朝日） - 井坂 役
- その男の恐怖（1998年9月29日、関西テレビ/フジテレビ）
- ソムリエ（1998年10月13日 - 12月22日、関西テレビ/フジテレビ） - 小西栄作 役
- 大河ドラマ（NHK総合）
  - 元禄繚乱（1999年） - 真田信就 役
  - 平清盛（2012年） - 信西 役
  - おんな城主 直虎（2017年） - 徳川家康 役
  - いだてん〜東京オリムピック噺〜（2019年） - 主演・田畑政治 役（中村勘九郎(6代目)とW主演）
- shin-D ここで、キスして。（1999年3月2日 - 4月27日、日本テレビ） - ユウイチ 役
- ママチャリ刑事 第11話（1999年3月18日、TBS）
- 学校の怪談 春のたたりスペシャル 第2話『たたり』（1999年3月30日、関西テレビ）
- シネマカクテル シングル・ブルー（1999年4月15日 - 5月6日、関西テレビ/フジテレビ） - 辺見トオル 役
- 火曜サスペンス劇場 刑事・鬼貫八郎9（1999年4月27日、日本テレビ） - 茨木周一 役
- to Heart 〜恋して死にたい〜（1999年7月2日 - 9月17日、TBS） - 山川 役
- 殺人披露宴（1999年9月11日、テレビ朝日） - 佐野修 役
- イントゥルーダー（1999年12月4日、テレビ朝日）
- ズッコケ三人組2 第11回（1999年12月25日、NHK教育） - 未来のハチベエ 役
- 月下の棋士（2000年1月17日 - 3月13日、テレビ朝日） - 関崎勉 役
- 女ざかり!!区役所の名探偵1（2000年1月28日、フジテレビ） - 高田進 役
- 池袋ウエストゲートパーク（2000年4月14日 - 6月23日、TBS） - 浜口巡査 役
  - 池袋ウエストゲートパーク スープの回（2003年3月28日）
- Summer Snow 第6話（2000年8月11日、TBS）-ゆかりの父役
- ハッピー 愛と感動の物語2 第8話（2000年9月6日、テレビ東京）
- 恋は余計なお世話（2001年1月2日、フジテレビ）
- JUDGE CAFE（2001年、TBS）
- ココだけの話 第1回『バブル』（2001年1月13日、テレビ朝日） - 主演
- 別れさせ屋 第8話（2001年2月26日、読売テレビ/日本テレビ） - 松井 役
- 天国に一番近い男 教師編 （2001年4月13日 - 6月29日、TBS） - 那須田潤 役
- A side B（2001年、BS-i） - 赤川 役
- 月曜ミステリー劇場 ペットシッター沢口華子の事件簿1（2001年11月12日、TBS） - 宮本充 役
  - ペットシッター沢口華子の事件簿2（2004年11月8日）
  - ペットシッター沢口華子の事件簿3（2005年11月9日）
- 木更津キャッツアイ（2002年1月18日 - 3月15日、TBS） - 猫田カヲル 役
- 私立探偵 濱マイク（2002年7月1日 - 9月16日、読売テレビ/日本テレビ） - 誠 役
- 父娘探偵・金造&ミチル〜ホストクラブ殺人事件〜（2002年7月5日、フジテレビ）
- 東京物語（2002年7月6日、フジテレビ）
- ぼくが地球を救う 第5話（2002年8月1日、TBS） - 高尾拓郎 役
- ママの遺伝子（2002年10月11日 - 12月13日、TBS） - 町田 役
- 女と男と物語 パートI エピソード3『密室で始まる恋』（2003年1月25日、朝日放送/テレビ朝日） - 吉田弘 役
- ぼくの魔法使い（2003年4月19日 - 7月5日、日本テレビ） - 田辺まもる 役
- 中学生日記 劇中劇（2003年12月6日、NHK教育）
- 月曜ミステリー劇場 外科医零子3（2004年5月24日、TBS） - 植松久（名取の甥）役
- バツ彼 第1 - 4話（2004年7月1日 - 7月22日、TBS） - 柿崎俊貴 役
- X'smap〜虎とライオンと五人の男〜（2004年12月25日、フジテレビ） - 神宮 役
- タイガー&ドラゴン スペシャル（2005年1月9日、TBS） - 林屋亭どん太（谷中竜平） 役
  - タイガー&ドラゴン（2005年4月15日 - 6月24日）
- 生きたい〜家族の命リレー・生体肝移植〜（2005年1月22日、朝日放送）
- 鶴瓶のスジナシ!（2005年4月、CBCテレビ/TBS）
- 恋のから騒ぎ〜Love StoriesII〜ドラマスペシャル『笑われる女』（2005年9月21日、日本テレビ） - 西川森一 役
- アンフェア（2006年1月10日 - 3月21日、関西テレビ/フジテレビ） - 小久保祐二 役
  - アンフェア the special コード・ブレーキング〜暗号解読（2006年10月3日）
  - アンフェア the special ダブル・ミーニング〜二重定義（2011年9月23日）
  - アンフェア the special ダブル・ミーニング〜Yes or No?（2013年3月1日）
  - アンフェア the special ダブル・ミーニング〜連鎖（2015年9月15日）
- 翼の折れた天使たち 第4夜『スロット』（2006年3月2日、フジテレビ） - タカ 役
- 医龍 -Team Medical Dragon-（2006年4月13日 - 6月29日、フジテレビ） - 荒瀬門次 役
  - 医龍 -Team Medical Dragon-2（2007年10月11日 - 12月20日）
  - 医龍 -Team Medical Dragon-3（2010年10月14日 - 12月16日）
  - 医龍 -Team Medical Dragon-4（2014年1月9日 - 3月20日）
- 誰よりもママを愛す（2006年7月2日 - 9月10日、TBS） - ピンコ（山田一郎） 役
- 宗像教授伝奇考3（2007年3月10日、TBS）
- ファースト・キス（2007年7月9日 - 9月17日、フジテレビ） - 二階堂勝 役
- 世にも奇妙な物語（フジテレビ）
  - 世にも奇妙な物語 秋の特別編 (2007年)『カウントダウン』（2007年10月2日） - 主演・本多惣太郎 役
  - 世にも奇妙な物語 25周年記念!秋の2週連続SP 映画監督編『バツ』（2015年11月28日） - 主演・初野元秀 役[37]
- 週刊真木よう子 第3話「おんな任侠筋子肌」（2008年4月16日、テレビ東京） - 由紀夫 役
- 監査法人 （2008年6月14日 - 7月19日、NHK総合） - 井上涼 役
- あの日、僕らの命はトイレットペーパーよりも軽かった〜カウラ捕虜収容所からの大脱走〜（2008年7月8日、日本テレビ） - 黒木章 役
- OLにっぽん（2008年10月8日 - 12月10日、日本テレビ） - 小旗健太 役
- 不毛地帯（2009年10月15日 - 2010年3月11日、フジテレビ） - 田原秀雄 役
- 離婚同居（2010年5月18日 - 2010年6月15日、NHK総合） - 主演・小中大 役
- マルモのおきて（2011年4月24日 - 7月3日、フジテレビ） - 主演・高木護 役（芦田愛菜とW主演）[38]
  - マルモのおきてスペシャル（2011年10月9日）[39]
  - マルモのおきてスペシャル2014（2014年9月28日）
- ゴーイング マイ ホーム（2012年10月9日 - 12月18日、関西テレビ/フジテレビ） - 徳永太郎 役
- いねむり先生（2013年9月15日、テレビ朝日） - 黒上 役（モデル：黒鉄ヒロシ）
- ママが生きた証（2014年7月5日、テレビ朝日） - 主演・大森武弘 役
- 心がポキッとね（2015年4月8日 - 6月10日、フジテレビ） - 主演・小島春太 役[40]
- 経世済民の男 第2部『小林一三 〜夢とそろばん〜』（2015年9月5日・12日、NHK大阪放送局/NHK総合） - 主演・小林一三 役[41]
- 金曜ロードSHOW! 特別ドラマ企画『がっぱ先生!』（2016年9月23日、日本テレビ） - 大沢仙太郎 役[42]
- 狙撃（2016年10月2日、テレビ朝日） - 貴島彰 役[43]
- 下剋上受験（2017年1月13日 - 3月17日、TBS） - 主演・桜井信一 役[44]
- anone（2018年1月10日 - 3月21日、日本テレビ） - 持本舵 役[45]
- Living（2020年5月30日・6月6日、NHK総合） - 作家 役[46][47][48]
- スイッチ（2020年6月21日、テレビ朝日） - 駒月直 役[49]
- 恋する母たち（2020年10月23日 - 12月18日、TBS） - 今昔亭丸太郎 役[50]
  - 恋する男たち 最終話（2020年12月18日、Paravi） - 主演・今昔亭丸太郎 役
- 俺の家の話 第6話（2021年2月26日、TBS） - たかっし 役[51]
- 松尾スズキと30分の女優（2021年3月 、WOWOWプライム） - カメオ出演
- 空白を満たしなさい（2022年6月25日 - 7月30日、NHK総合） - 佐伯 役[52]
- 大河ドラマが生まれた日（2023年2月4日、NHK総合） - 楠田欽治 役[53]
- 不適切にもほどがある!（2024年1月26日 - 3月29日、TBS） - 主演・小川市郎 役[54][55]
  - 不適切にもほどがある! スペシャル（2026年春〈予定〉、TBS）[56]
- 広重ぶるう（2024年3月23日、NHK BSプレミアム4K） - 主演・歌川広重 役[57]
- しあわせな結婚（2025年7月17日- 、テレビ朝日） - 主演・原田幸太郎 役[58]
- 八月の声を運ぶ男（2025年8月13日、NHK総合） - 九野和平 役[59]

### 映画
- 愛の新世界（1994年） - おさむ(男性劇団員たち) 役
- パチスロ物語 すられてたまるか (V)（1995年）
- 女虐/NAKED BLOOD (V)（1995年） - 呉永児 役
- トキワ荘の青春（1996年） - 藤本弘 役
- おっけっ毛ビビロボス(1996年)　監督/鈴木卓爾　妖怪おっけっ毛と久子のラブストーリー
- ラブホテルの夜2 (V)（1996年）
- 極道ソクラテス（1996年）
- ピエタ（1997年）
- F（1998年） - 和田 役
- 蜘蛛の瞳（1998年） - 星 役
- ショムニ（1998年） - 政夫さん 役
- ワンダフルライフ（1999年） - 渡辺一朗(青春時代) 役
- グループ魂のでんきまむし（1999年）
- うずまき（2000年） - 山口満 役
- ざわざわ下北沢（2000年） - 高藤の友人 役
- 血を吸う宇宙（2001年） - 清彦 役
- 日雇い刑事（2002年） - ヤス(安藤貴司) 役
- 日本の裸族（2003年） - ストロー 役
- 新刑事まつり一発逆転 リハビリ刑事（2003年）
- 木更津キャッツアイシリーズ - 猫田カヲル 役
  - 木更津キャッツアイ 日本シリーズ（2003年11月1日）
  - 木更津キャッツアイ ワールドシリーズ（2006年10月28日）
- 下妻物語（2004年） - 一角獣の龍二、産婦人科医 役
- eiko（2004年） - 大野淳史 役
- 北の零年（2005年） - 中野又十郎 役
- 真夜中の弥次さん喜多さん（2005年） - 金々 役
- 妖怪大戦争（2005年） - 川太郎 役
- 子ぎつねヘレン（2006年） - 警官 役
- アンフェアシリーズ - 小久保祐二 役
  - アンフェア the movie（2007年3月17日）
  - アンフェア the answer（2011年9月17日）
  - アンフェア the end（2015年9月5日）
- ユメ十夜（2007年） - 第六夜 わたし 役
- 舞妓Haaaan!!!（2007年） - 主演・鬼塚公彦 役 （堤真一と柴咲コウとのトリプル主演）※初主演作
- パコと魔法の絵本（2008年） - 堀米 役
- ぼくのおばあちゃん（2008年） - 茂田洋一 役
- 252 生存者あり（2008年） - 長坂 役
- ヤッターマン（2009年） - 海江田博士 役
- ぼくとママの黄色い自転車（2009年） - 沖田一志 役
- なくもんか（2009年） - 主演・下井草祐太 役
- 大奥（2010年） - 杉下 役
- 太平洋の奇跡 -フォックスと呼ばれた男-（2011年2月11日） - 本木末吉 役
- Friends もののけ島のナキ（2011年12月17日） - ゴーヤもののけ・ゴーヤン 役（声優）
- ぱいかじ南海作戦（2012年7月14日） - 主演・佐々木 役
- 莫逆家族-バクギャクファミーリア-（2012年9月8日） - 横田あつし 役
- 夢売るふたり（2012年9月8日） - 主演・市澤貫也 役（松たか子とのダブル主演）
- 奇跡のリンゴ（2013年6月8日） - 主演・木村秋則 役
- 謝罪の王様（2013年9月28日） - 主演・黒島譲 役
- ヌイグルマーZ（2014年1月25日） - ブースケ 役（声の出演）
- 寄生獣・寄生獣 完結編（2014年11月29日・2015年4月25日） - ミギー 役（声の出演およびパフォーマンス・キャプチャー）
- ジヌよさらば〜かむろば村へ〜（2015年4月4日） - 天野与三郎 役
- 殿、利息でござる!（2016年5月14日） - 主演・穀田屋十三郎 役[60][61]
- 彼女がその名を知らない鳥たち（2017年10月28日） - 主演・佐野陣治 役（蒼井優とのダブル主演）
- 音量を上げろタコ!なに歌ってんのか全然わかんねぇんだよ!!（2018年10月12日） - 主演・シン 役[62][63]
- 決算!忠臣蔵（2019年11月22日） - 浅野内匠頭 役[64]
- MOTHER マザー（2020年7月3日） - 川田遼 役[65]
- 死刑にいたる病（2022年5月6日） - 主演・榛村大和 役[66]
- アイ・アム まきもと（2022年9月） - 主演・牧本壮 役[67]
- シャイロックの子供たち（2023年2月17日） - 主演・西木雅博 役[68]
- リボルバー・リリー（2023年8月11日） - 山本五十六 役[69]
- ラストマイル（2024年8月23日） - 八木竜平 役[70]
- 十一人の賊軍（2024年11月1日） - 溝口内匠 役[71]
- はたらく細胞（2024年12月13日） -漆崎茂 役[72]

### 舞台
- 冬の皮（1992年3月） - 奴 役
- インスタントジャパニーズ（1992年8月） - 園川 役
- 殴られても好き（1992年12月） - キミヒコ 役
- SEX KINGDOM（1993年2月） - ニエダ 役
- その男カルマ（1993年6月/大人計画93不穏な動きシリーズ） - ユイナダ・シンジ 役
- ゲームの達人（1993年8月） - 絵師屋 役
- 愛の罰 〜生まれつきならしかたない〜（1994年5月） - 珍保太 役
- 嘘は罪 〜もてない奴らが来る前に〜（1994年9月） - 三郎 役
- ネクスト・ミステリー（1994年11月/ナイロン100℃ 4th SESSION）
- 口から花のさく女（1994年12月） - 阿部君 役
- COUNT DOWN（1995年3月） - 徳丸マモル 役
- グループ魂 アッパーカットツアー（1995年5月）
- イツワ夫人 〜一度でいいから許して下さい〜（1995年7月） - マスター 役
- 熊沢パンキース（1995年9月） - オギノ 役
- ちょん切りたい（1995年12月） - ナハヒコ 役
- 下北ビートニクス（1996年5月/ナイロン100℃ 7th SESSION） - 野田キンヤ 役
- ファンキー! 〜宇宙は見える所までしかない（1996年7月） - コウフク 役
- ウーマンリブ Vol.1「ナオミの夢」（1996年9月） - シマントガワ 役
- 愛の罰 〜生まれつきなら仕方ない〜（再演）（1997年4月） - 甘佐古学 役
- ウーマンリブ Vol.2「ずぶぬれの女」（1997年9月） - カリモト、トク 役
- 生きてるし死んでるし（1997年12月） - タカシさん 役
- ローリングストーン（1998年4月/NODA・MAP第五回公演）
- Heaven's Sign（1998年8月） - 足し頭 役
- 日本総合悲劇協会「ふくすけ」（再演）（1998年12月） - フクスケ（スガマナツオ） 役
- 母を逃がす（1999年5月） - 雄介 役
- ウーマンリブ Vol.4「ウーマンリブ発射!」（1999年10月） - ドモン 役
- キレイ 〜神様と待ち合わせした女〜（2000年6月） - ハリコナ（少年時代） 役
- ウーマンリブ Vol.5「グレープフルーツちょうだい」（2000年9月） - 元子役 役
- 人間風車（2000年11月/G2プロデュース） - サム 役
- エロスの果て（2001年3月） - サイゴ 役
- スズキビリーバーズ「マシーン日記」（2001年7月） - ミチオ 役
- ウーマンリブ Vol.6「キラークイーン666」（2001年10月） - 仲吉ショウジ 役
- 天保十二年のシェイクスピア（2002年2月/日本劇団協議会10周年記念公演） - きじるしの王次 役
- 春子ブックセンター（2002年5月） - ブック 役
- ニンゲン御破産（2003年2月） - 灰次 役
- ウーマンリブ Vol.7「熊沢パンキース03」（2003年7月） - 金子 役
- レッツゴー!忍法帖（2003年12月/劇団☆新感線） - 猿飛のサダ 役
- 透明人間の蒸気（2004年3月/作・演出 野田秀樹） - 透トオル 役
- ウーマンリブ Vol.8「剣轟天vs港カヲル〜ドラゴンロック！女たちよ、俺を愛してきれいになあれ〜」（2004年9月） −日替わりゲスト
- イケニエの人（2004年11月） - ビリー 役
- キレイ 〜神様と待ち合わせした女〜（再演）（2005年7月） - ハリコナ（少年時代） 役
- ウーマンリブ Vol.9「七人の恋人」（2005年10月） - オレンジの恋人 役
- まとまったお金の唄（2006年5月 - 6月） - ヒカル 役
- 朧の森に棲む鬼（2006年12月 - 2007年2月/ InouekabukiShochiku-Mix） - キンタ 役
- ドブの輝き（2007年5月） - 検事 役
- キャバレー（2007年10月 − 11月） - MC 役
- 座頭市（2007年12月 − 2008年1月） - 神撥の八 役
- 女教師は二度抱かれた（2008年8月） - 滝川栗乃介 役
- 大パルコ人 メカロックオペラ R2C2 ～サイボーグなのでバンド辞めます！～（2009年4月27日 - 5月31日、東京PARCO劇場 / 6月4日 - 14日、大阪シアターBRAVA！） - パルコム田村 役
- あべ一座 旗揚げ公演 あべ上がりの夜空に（2009年7月11日、NHKホール）
- シダの群れ（2010年9月 − 10月） - 森本 役
- 母を逃がす（2010年11月 − 12月） - 雄介役
- ウェルカム・ニッポン（2012年3月 − 4月）
- シアターコクーン・オンレパートリー＋大人計画2012「ふくすけ」（2012年8月〜9月Bunkamura シアターコクーン、2012年9月 シアターBRAVA！)　- フクスケ役[73]
- 八犬伝（2013年3月 - 4月） - 犬塚信乃 役
- 大人の新感線「ラストフラワーズ」（2014年7月30日 - 8月25日、赤坂ACTシアター / 9月3日 - 9月30日、シアターBRAVA!） - 勝場軍一郎 / 勝場軍二郎 役
- ウーマンリブvol.13「七年ぶりの恋人」（2015年10月29日 - 11月29日、下北沢 本多劇場 / 12月2日 - 12月9日、シアター・ドラマシティ）
- NODA・MAP第16回公演「逆鱗」（2016年1月 - 4月） - サキモリ・オモウ 役
- ゴーゴーボーイズ ゴーゴーヘブン（2016年7月7日 - 31日、Bunkamura シアターコクーン / 8月4日 - 13日、森ノ宮ピロティホール） - 永野 役 [74]
- 劇団☆新感線「髑髏城の七人」 Season鳥（2017年6月 - 9月、IHIステージアラウンド東京） - 捨之介 役 [75]
- ニンゲン御破算（2018年6月7日 - 7月15日、Bunkamuraシアターコクーン / 森ノ宮ピロティホール） - 加瀬実之介役
- キレイ〜神様と待ち合わせした女〜（2019年12月4日 - 29日、Bunkamuraシアターコクーン / 2020年1月13日 - 19日、博多座 / 1月25日 - 2月2日、フェスティバルホール） - マジシャン 役
- フリムンシスターズ（2020年10月24日 - 11月23日、Bunkamuraシアターコクーン / 11月28日 - 12月6日、オリックス劇場） - ヒデヨシ 役
- 劇団☆新感線41周年春興行　Yellow⚡新感線『月影花之丞大逆転』（2021年2月 - 4月、東京建物 Brillia HALL　2021年4月 - 5月、オリックス劇場） - 東影郎 役
- NODA・MAP番外公演「THE BEE」(2021年11月 - 12月、東京芸術劇場シアターイースト、ナレッジシアター) -  ［井戸］役[76]
- 日本総合悲劇協会vol.7「ドライブイン カリフォルニア」(2022年5月 - 7月、本多劇場、サンケイホールブリーゼ) -  アキヲ 役[77]
- COCOON PRODUCTION 2022「ツダマンの世界」（2022年11月23日 - 12月18日、シアターコクーン / 2022年12月23日 - 29日、ロームシアター京都）
- ウーマンリブ Vol.15「もうがまんできない」（2023年4月14日 - 5月14日、本多劇場・2023年5月18日 - 5月31日、サンケイホールブリーゼ）[78]
- COCOON PRODUCTION 2024「ふくすけ 2024 -歌舞伎町黙示録-」（2024年7月9日 - 8月4日、THEATER MILANO-Za / 8月9日 - 15日、ロームシアター京都 メインホール / 8月23日 - 26日、キャナルシティ劇場） - 主演 - 警備員コオロギ 役[79]
- 大パルコ人⑤オカタイロックオペラ「雨の傍聴席、おんなは裸足…」（2025年11月6日 - 30日〈予定〉、PARCO劇場 / 12月4日 - 14日〈予定〉、SkyシアターMBS / 12月20日・21日〈予定〉、仙台サンプラザホール） - 主演[80][81]

### その他のテレビ番組
- 第56回NHK紅白歌合戦（2005年12月31日、NHK） - 「グループ魂」の“破壊”（ボーカル）として（三宅弘城・宮藤官九郎と組んで）[82]
- 劇場の灯を消すな！Bunkamuraシアターコクーン編 松尾スズキプレゼンツ アクリル演劇祭（2020年7月5日、WOWOWライブ）
- 大人計画ウーマンリブvol.14「もうがまんできない2020無観客版」（2020年6月本多劇場収録・2020年10月17日、WOWOWライブ）

### バラエティ
- 笑う犬の太陽（フジテレビ）
- 音効さん（フジテレビ、1993年秋 - 1994年春、レギュラー）
- 世界ウルルン滞在記（毎日放送、2006年12月「コマ撮りマジック！チェコの人形アニメに …阿部サダヲが出会った」）

ほか多数

### 配信ドラマ
- しあわせな結婚 -スピンオフ-（2025年7月31日、TELASA） - 主演・原田幸太郎 役[83]

### ラジオ
- FMシアター（NHK-FM）
  - 月より帰る（1995年9月9日）[84]
  - スタジアムにて（2000年2月26日）[85]
  - 喜劇が生まれた日（2003年12月6日）[86]
- 青春アドベンチャー　不思議屋博物館（2001年7月16日 - 8月3日、NHK-FM）[87]
- 岡田惠和 今宵、ロックバーで〜ドラマな人々の音楽談義〜　第149回（2015年3月28日、NHK-FM）[88]

### CM ほか
- ネスレ・ミロ（大人計画所属以前）
- ベネッセコーポレーション たまごクラブ・ひよこクラブ・こっこクラブCM（1998〜2002年）
- 野菜の戦士CM（2002年）
- メ〜テレCM（2003年のみ、荒川良々と共演）
- コマーさる君（日本民間放送連盟、2005年 - 2006年・声のみの出演）
- 美食酒家ちゃんと。（2006年）
- 大和証券グループ本社CM（2007年）
- 湖池屋
  - マヨポテトCM（2007年）
  - ポテトチップスCM（2008年 - ）
- キモッチ（NHK教育テレビ：わたしのきもち、声のみの出演）
- アニメ「ペレストロイカ」DVD（2008年、声のみの出演）
- アサヒ飲料・富士山のバナジウム天然水CM（2009年）
- 参天製薬・サンテ40iCM（2010年 - ）
- NTTドコモ・フルハイビジョンケータイCM（2010年、ダース・ベイダーと共演）
- 花王クイックルワイパーCM（2011年）
  - 「大そうじをバラ色に!」（店頭POP。2012年12月。宮川大輔、指原莉乃＋?、クイックルワイパーエッセンシャルローズ）
  - 「さぁ、ワクワク楽しい大そうじ!」（店頭POP。2012年12月。宮川大輔、指原莉乃、優香、クイックルワイパー
- キリンビール
  - キリンフリー（2013年）
  - のどごし生（2016年）[89]
- アサヒビール アクアゼロ（2014年）[90][91]
- 日清食品 日清ラ王「新・食べたい男」シリーズ（2017年）
- 味の素冷凍食品
  - やわらか若鶏から揚げ ボリュームパック（2020年 - ）[92]
  - 水餃子（2020年）[93][94]
- 関西電力 ゼロカーボンビジョン2050（2021年 - ）[95][96]
- イーデザイン損害保険 （2024年 - ）[97]
- 味の素
  - 鍋キューブ（2024年）
- サントリービバレッジソリューション ジハンピ（2025年）[98]
- NTT NTT社名変更「たまにはいいこと言う男」篇（2025年7月1日 - ）[99]